# Núi Kitanglad
Núi Kitanglad là một ngọn núi lửa đã tắt nằm trong Dãy núi Kitanglad ở tỉnh Bukidnon, Bắc Mindanao. Đây là ngọn núi cao thứ tư tại Philippines với độ cao xấp xỉ 2.899 mét (9.511 ft). Nó nằm giữa thành phố Malaybalay và các đô thị Lantapan, Impasugong, Sumilao, Libona. Đây là một trong số ít những khu rừng nhiệt đới còn sót lại ở Philippines.

## Tên
Cái tên "Kitanglad" bắt nguồn từ một truyền thuyết về một trận lụt lớn nhấn chìm vùng đất bản địa của Bukidnon, chỉ còn phần đỉnh của ngọn núi có kích thước bằng một "tanglad" (khóm sả) vẫn có thể nhìn thấy được ("kita") trong tiếng Bisaya. Nó được coi là lãnh địa tổ tiên của một số cộng đồng văn hóa lâu đời như Bukidnon, Higaonon và Talaandig.

## Lịch sử
Núi Kitanglad được tuyên bố là khu bảo tồn thuộc loại công viên tự nhiên thông qua một tuyên bố của tổng thống vào ngày 24 tháng 10 năm 1996. Vào ngày 9 tháng 11 năm 2000, Núi Kitanglad cuối cùng đã trở thành một khu bảo tồn chính thức khi Quốc hội thông qua một đạo luật vào năm 2000 thành lập Khu bảo tồn Dãy núi Kitanglad. Năm 2009, công viên tự nhiên núi Kitanglad được công nhận là vườn di sản ASEAN.

## Mô tả
Núi Kitanglad được công nhận bởi sự đa dạng về văn hóa và sinh học. Nó là một phần của lãnh địa tổ tiên của ba nhóm dân tộc bản địa là Talaandig, Higaonon và Bukidnon.
Núi Kitanglad có hơn 600 loài quý hiếm và đặc hữu. Đáng chú ý có cu li Philippines và loài hoa xác thối lớn thứ hai thế giới (Rafflesia schadenbergiana). Đây cũng là nơi làm tổ của loài đại bàng Philippines, cực kỳ nguy cấp và là quốc điểu của Philippines. Các loài đặc hữu khác có mặt trong công viên gồm dơi quạ lùn Mindanao, chuột chù Kitanglad và chuột núi bụng xám.